# Norbert Werner (Kunsthistoriker)
Norbert Werner  (* 11. Februar 1937 in Offenbach am Main; † 17. August 2019 in Gießen) war ein deutscher Kunsthistoriker.

## Leben und Wirken
Werner wurde als Sohn von Karl und Juliane Werner (geb. Huth) geboren. Nach dem Studium der Kunstgeschichte, der Geschichte und der Archäologie wurde er 1965 am Kunstwissenschaftlichen Institut der Justus-Liebig-Universität in Gießen zum Dr. phil. promoviert. Von 1966 bis 1972 war er dort wissenschaftlicher Mitarbeiter und Akademischer Rat. 1972 wurde er in Gießen zum Professor für Kunstgeschichte berufen. 1974/75, 1986/87 und 1998/99 war Werner Dekan im Bereich Geisteswissenschaft, 2002 wurde er emeritiert.
Werners Hauptinteresse galt der Deutschen Kunst des 13. bis 15. Jahrhunderts, der italienischen Renaissance und der Malerei des 19. und 20. Jahrhunderts, zu denen er zahlreiche Beiträge veröffentlichte. Er war Herausgeber der Giessener Beiträge zur Kunstgeschichte und Mitarbeiter am Biographisch-bibliographisches Kirchenlexikon und dem Corpus Vitrearum Medii Aevi.

## Schriften
- Ein Beitrag zur Struktur und Entwicklung der Glasmalerei im ersten Drittel des 15. Jahrhunderts. Ausgewählte Beispiele Österreichs. Inaugural-Dissertation, Gießen, 1965.
- als Herausgeber: Kokoschka. Leben und Werk in Daten und Bildern, Insel: Frankfurt am Main 1991. ISBN 3-458-32609-X
- 375 Jahre Universitat Giessen, 1607–1982, Ferber’sche Universitätsbuchhandlung: Gießen, 1982. ISBN 3-922730-22-1
- als Herausgeber: Der Giessener Kunstweg (= Giessener Beiträge zur Kunstgeschichte, Band 9), Druck & Graphic, 1994. ISBN 978-3-925614-13-2
- mit Carolin Bahr und Gora Jain: Zwischen Askese und Sinnlichkeit. Festschrift für Norbert Werner zum 60. Geburtstag (= Giessener Beiträge zur Kunstgeschichte, Band 10), Röll: Dettelbach, 1997. ISBN 978-3-927522-63-3

## Kuratierte Ausstellungen
- 375 Jahre Universität Giessen, 1607–1982. Geschichte und Gegenwart. Ausstellung im Oberhessischen Museum und Gail’sche Sammlungen, Gießen 1982